# Jazeneuil
Jazeneuil è un comune francese di 830 abitanti situato nel dipartimento della Vienne nella regione della Nuova Aquitania.

## Società

### Evoluzione demografica
Abitanti censiti